# Acrocephalus orinus
La cannaiola beccogrosso (Acrocephalus orinus Oberholser, 1905) è un uccello della famiglia Acrocephalidae, che si pensava estinto, dopo l'ultimo avvistamento avvenuto nel 1867 in India.
Di recente, nel 2006, è stato catturato ed anellato un esemplare in Thailandia.